# Luxury Lounge
"Luxury Lounge" je 72. epizoda HBO-ove televizijske serije Obitelj Soprano i sedma u šestoj sezoni serije. Napisao ju je Matthew Weiner, režirao Danny Leiner, a originalno je emitirana 23. travnja 2006.

## Radnja
U Vesuviu, Phil Leotardo i Tony Soprano ugošćuju proslavu za dvojicu novih članova obitelji: Gerryja Torciana i Burta Gervasija. No, događaj ne prolazi bez tenzija, jer Phil uporno ponavlja kako mu se gadi nestali Vito Spatafore, a mnogi se čine nezadovoljnima hranom i uslugom. Phil pohvali Vesuviovu konkurenciju, Da Giovanni, te obavještava Artieja Bucca da bi ga trebao pogledati. Nakon obroka Christopher, Tony i Carlo razgovaraju o slabom napretku potrage za Vitom, a Christopher upita za dozvolu da se upusti u svoju filmsku avanturu.
Dok Rusty Millio i njegov vozač Eddie Pietro izlaze s Rustyjeva prilaza, straga im prilaze dva Talijana u sportskom autu koje su angažirali Tony i Christopher i odsjeku im put. Jedan izađe te na lošem engleskom upita Rustyja i Eddieja kako doći do Eastern Parkwaya u Brooklynu. Dok Rusty daje upute, drugi ubojica polako prilazi s vozačeve strane i ustrijeli Eddieja dok drugi, koji je glumio da traži upute, ubija Rustyja. Dvojac ostavi pištolje na prilazu i pobjegne dok se Rustyjev Mercedes kotrlja prema ulici. 
Tony nevoljko odlazi na domjenak u Da Giovanni u čast krizme Philova unuka. Ondje je i Marie Spatafore sa svojom djecom. Carmela sipa pohvale restoranu i razgovara o onome što ona smatra lošim stranama Vesuvia. Phil priđe Tonyju kako bi mu zahvalio u ime Johnnyja Sacka za Rustyjevu likvidaciju. Tony porekne umiješanost, što Phil shvati kao oprez.
Christopher i Little Carmine odlaze u Los Angeles kako bi se sastali s Benom Kingsleyjem, kojeg žele da igra bossa u njihovoj kombinaciji Ringa i Kuma. Daleko od svojeg sponzora iz Anonimnih alkoholičara, Christopher se upušta u opijanje i drogiranje, kao i seksualni odnos s prostitutkom Eden. Nakon što ga je sve to dotuklo, nazove Murmura do dođe i pomogne mu u oporavku.
Sastanak s Kingsleyjem ne prolazi dobro. Dobitnik Oscara čini se neimpresioniranim projektom i nezainteresiranim za nj. Kingsley prekida razgovor s dvojcem kako bi pozdravio Lauren Bacall, koja kaže kako je u gradu kako bi bila prezenterica na dodjeli nagrada. Nakon što ona spomene darove povezane s prezentiranjem, Kingsley se prisjeti kako ima dogovoren prijam u "luksuznom predvorju", sobi s besplatnim darovima namijenjenima slavnima. Christopher i Carmine odlaze s Kingsleyjem, ali njihovi pokušaji da ga suptilno zastraše obijaju se o njegovo sofisticirano i komplementarno ponašanje. U međuvremenu, Christopher biva fasciniran luksuznim darovima te zainteresiran kako bi i on mogao srediti da dobije besplatne darove. 
Artie ima novu hostesu, Albanku Martinu. Nakon što je ugleda kako u baru koketira s Bennyjem Faziom, Artie joj kaže kako joj ne može pomoći u dobivanju zelene karte. Benny preispita način na koji Artie prijeti Martini, što dovodi do napetosti između dvojca.  
Otkriva se Ahmedova i Muhammadova prijevara kreditnim karticama s Christopherovom ekipom. Murmur obavlja posao za Christophera, što uključuje kupovanje podataka o kreditnim karticama iz talijanske slastičarnice i Teittlemanova hotela, te dostavljanje brojeva dvojcu. Murmur im ponudi identične plastične kartice, ali mu oni kažu kako se cijela operacija odvija putem interneta.
Vesuviove se financijske poteškoće nastavljaju nakon što Artieja posjete istražitelji American Expressa. Oni ga obavještavaju kako je netko krao brojeve kreditnih kartica od njegovih mušterija kako bi podizao lažne iznose, te da kao mjeru opreza moraju blokirati korištenje kartica u Vesuviu. Nakon emocionalnog sastanka s osobljem, Artie od Martine saznaje kako je pomagala Bennyju krasti brojeve kartica iz restorana, a on je otpusti. Zatim, u naletu bijesa, odlazi do Bennyjeve kuće usred noći i pretuče ga.
Tony pokuša smiriti Artiejevu i Bennyjevu svađu, rekavši kako su obojica pogriješili. Poziva Charmaine i Artieja na The Stugots II s njim i Carmelom, te održi lekciju neposlušnom Artieju. Osvetoljubivom Bennyju u Satriale'su daje jasne naredbe, rekavši, "Ne sereš gdje jedeš, a posebno ne sereš ondje gdje ja jedem."
Na Tonyjevo inzistiranje, Bennyjevi roditelji proslavljaju godišnjicu braka u Vesuviu. Artie ih tijekom jela posjeti za stolom. Pitajući treba li kome piće, Artie se suptilno referira na Bennyjeve aktivnosti s njegovom bivšom hostesom. Benny pođe za Artiejem u kuhinju i gurne mu desnu ruku u lonac kipućeg umaka od rajčice, teško ga opekavši.
Prije odlaska iz Los Angelesa, ispred lokacije dodjele nagrada, maskirani Christopher opljačka Lauren Bacall, ukravši joj darovnu torbu. Došavši kući, Christopher ponudi Tonyju nešto od ukradene robe, ali je Tony zabrinutiji zbog Christopherove dekoncentriranosti. Okrivi Christopherovo izbivanje za sukob između Artieja i Bennyja, rekavši kako je sukob možda bilo moguće izbjeći da je on bio tu i kontrolirao ekipu.
Tony odlazi na večeru u Vesuvio s Carmelom i njezinom majkom Mary, ali je Hugh odsutan, još uvijek u zavadi s Carmelom. Tony nagovara Artieja da krene na terapiju, rekavši mu kako se uporno "sažalijeva". Artie odgovori neprijateljskim stavom, na što mu Tony kaže kako klijenti ne vole njegovo čavrljanje te mu predloži da ostane u kuhinji.

## Glavni glumci
- James Gandolfini kao Tony Soprano
- Lorraine Bracco kao dr. Jennifer Melfi *
- Edie Falco kao Carmela Soprano
- Michael Imperioli kao Christopher Moltisanti
- Dominic Chianese kao Corrado Soprano, Jr. *
- Steven Van Zandt kao Silvio Dante
- Tony Sirico kao Paulie Gualtieri
- Robert Iler kao A.J. Soprano *
- Jamie-Lynn Sigler kao Meadow Soprano *
- Aida Turturro kao Janice Soprano *
- Steve Schirripa kao Bobby Baccalieri
- Frank Vincent kao Phil Leotardo
- John Ventimiglia kao Artie Bucco
- Kathrine Narducci kao Charmaine Bucco
- Ray Abruzzo kao Little Carmine
- Joseph R. Gannascoli kao Vito Spatafore
- Dan Grimaldi kao Patsy Parisi

* samo potpis

### Gostujući glumci
| - Joe Abbate kao čovjek #1 - Taleb Adlah kao Ahmed - Peter Allas kao Salvatore - Nick Annunziata kao Eddie Pietro - Lauren Bacall kao ona sama - Edoardo Ballerini kao Corky Caporale - John Bianco kao Gerry Torciano - Alberto Bonilla kao Alonso - Denise Borino kao Ginny Sacrimoni - Frank Borrelli kao Vito Spatafore, Jr. - Filippo Bozotti kao Giovanni Coppito - Elizabeth Bracco kao Marie Spatafore - Angelle Brooks kao žena za vezu - Dylan Bruce kao vratar - Max Casella kao Benny Fazio - Kristen Cerelli kao Jen Fazio - John 'Cha Cha' Ciarcia kao Albie Cianflone - Ariana Delawari kao Shelly - Mario D'Elia kao Benny Fazio, Sr. - Meital Dohan kao Yael - Joseph Emmi kao dječak #2 - Manuela Feris kao Martina - Ben Kingsley kao on sam - Enya Flack kao Janine - Dierdre Friel kao Sandy - Paulina Gerzon kao Francesca Spatafore | - Carlo Giuliano kao Italo - Bjorn Johnson kao fotograf - Merel Julia kao Gianna Millio - Donnie Keshawarz kao Muhammed - Sig Libowitz kao Hillel Teittleman - Geraldine LiBrandi kao Patty Leotardo - Alicia Lorén kao Eden - Abigail Marlowe kao Sarah - Arthur J. Nascarella kao Carlo Gervasi - Dee Nelson kao Erica - Laura Niemi kao Roxanne - Brian O'Neill kao detektiv Hollings - Artie Pasquale kao Burt Gervasi - Channing Pourchot kao Carla - Judy Prianti kao Connie Fazio - John Rue kao Kloski - Arick Salmea kao vozač limuzine - Peter Salzer kao stariji čovjek - Jose Sanchez kao Hector - Suzanne Shepherd kao Mary De Angelis - John Robert Tramutola kao dječak #1 - Wilmer Valderrama kao on sam - Frankie Valli kao Rusty Millio - Maureen Van Zandt kao Gabriella Dante - Lenny Venito kao James "Murmur" Zancone - Todd Wall kao čovjek #2 |

## Prvo pojavljivanje
- Burt Gervasi: vojnik u obitelji Soprano i rođak Carla Gervasija.

## Umrli
- Rusty Millio: ubijen po naredbama Johnnyja Sacka preko plaćenih ubojica Tonyja Soprana zbog moguće zavjere protiv Johnnyja dok je ovaj u zatvoru.
- Eddie Pietro: kolateralna žrtva Milliova ubojstva.

## Naslovna referenca
- Christopher i Little Carmine slijede Bena Kingsleyja kroz luksuzno predvorje ("Luxury Lounge") gdje se mnogi darovi slavnima nude besplatno.
- Epizoda počinje i završava s ubojicama iz Italije. U završnoj sceni oni pregledavaju darove koje su uzeli u Americi za svoje obitelji, iskoristivši slabost američkog dolara.

## Reference na druge medije
- Scena u kojoj skupina starijih osoba ulaze u Artiejev restoran, nakon što je ovaj smanjio standarde restorana i počeo nuditi povoljnije aranžmane, referenca je na sličnu scenu u Casinu, gdje slična skupina starijih osoba ulazi u kasino, nakon što pripovjedač spominje kako su se u Las Vegasu smanjili standardi.
- U Luxury Loungeu, na televiziji se prikazuje videoigra True Crime: New York City.

## Glazba
- Tijekom odjavne špice svira klasična gitarska kompozicija "Recuerdos de la Alhambra" skladatelja Francisca Tarrege koju izvodi Pepe Romero.
- U sceni u baru gdje Ahmed i Muhammad uzimaju ukradene brojeve kreditnih kartica svira "Dazz", hit pjesma sastava Brick iz 1976.
- U Luxury Loungeu, dok Christopher razgledava proizvode, svira Cam'ronova "Welcome to New York City".

## Vanjske poveznice
- Luxury Lounge u internetskoj bazi filmova IMDb-a